# Avy Scott
Avy Scott (Tampa, Florida; 2 de noviembre de 1981) es una actriz pornográfica y modelo erótica estadounidense. Inició su carrera en el mundo del cine para adultos en 2001.

## Biografía
Al cumplir los 18 años empieza a estudiar empresariales y psicología, mientras alterna sus estudios con diversos trabajos, uno de ellos para una página de internet en la que realizaba actuaciones eróticas. Es precisamente en esa página donde Avy es descubierta e invitada a rodar su primera película.
Su debut se produce efectivamente en noviembre de 2001, en la película Barely legal 21, donde la actriz rueda un trío lésbico. Aunque sigue rodando escenas solo con chicas de forma inicial, al poco tiempo pasa a actuar en escenas heterosexuales en películas como en Love Letters (2002) o Experiment In Sex (2002).
En 2003 llega su debut anal en la película Seymore Butts Where The Sun Don't Shine.
En 2006 se estrena en la dirección rodando la saga Mini Van Moms que codirige junto a Oliver Ashe. De hecho, este último siempre la ha acompañado en las cuatro películas que ha dirigido hasta ahora la actriz.
Avy ha posado para numerosas revistas masculinas a lo largo de su carrera.

## Filmografía parcial
Nota : La filmografía completa y actualizada es consultable en los enlaces que figuran en la ficha de la actriz
- 100 % Blowjobs 21
- 18 and Interracial 2
- 18 and Nasty 29
- 5th Horseman
- Absolutely Adorable
- All Natural Beauties
- Anal Addicts 16
- Anal University 11
- Barely Legal 21
- Behind the Mask
- Bella's Perversions 2
- Cadillac Highway
- Candy Girls 4
- Compulsión
- Cum Buckets 1 y 2
- Cum Dumpsters 2
- Dangerous Lives of Blondes
- Danni's Wet Adventures
- Dear Whore 1
- Deep Pink
- Deep Throat this 8
- Disturbed 1
- Double Decker Sandwich 3
- Droppin Loads 1
- Everybody Wants Some 5
- Evil Pink 1
- Funny Boners 2
- Girl Crazy 1
- Girl's Nite 1
- Good Whore
- Gym Nasties
- Heaven
- Hellcats 1
- Heroin
- High Desert Pirates
- Hook-ups 5
- Hot Rods
- Hot Showers 4
- Hustler's Greatest Tits
- Iron Head 1
- Jiggly Juggs 2
- Killer Pussy 14
- Kittens 13
- KSEX Games 2004
- Lex Steele XXX 2
- Lip Service
- Little Lace Panties 4
- Little White Chicks... Big Black Monster Dicks 17
- Love & Bullets
- Love Letters
- Lust Connection
- Magic Sex
- Matin Game
- Merger
- Mind Reader
- More than a Handful 12
- New Girls in Town 3
- Oral Adventures of Craven Moorehead 17
- Photographic Mammaries
- Pink 1
- PPV-696: Avy Scott & Lolita Deyoung
- Priv. Performance 182: Avy
- She Devils in Pink
- Skin on Skin
- Someone's Daughter 1
- Something so Right
- Specs Appeal 5
- Squirtin 101
- Squirtin Illustrated 7
- Trial
- Truly Nice Tits 3: Naturally Stacked!
- Up & Cummers 102
- V-eight 10
- V-eight 8
- Where the Sun Don't Shine
- Wherehouse Pussy the Fall of Sanchez
- White Panty Chronicles 19
- Whore
- Whore of the Rings 2
- Wild Pair
- XXX 6: Girls Next Door
- Young Ripe Mellons 1